# Goleni
Goleni est un village du raion d'Edineț au nord de la Moldavie et comptant en 2014, 961 habitants.

## Personnalités liées à la commune
- Maria Piątkowska (1931-2020), athlète polonaise née à Goleni.
- Ivan Remarenco (né en 1988), judoka.